# Discographie de Mika
 (décembre 2023).
La mise en forme du texte ne suit pas les recommandations de Wikipédia : il faut le « wikifier ».
Les points d'amélioration suivants sont les cas les plus fréquents :
- Les titres sont pré-formatés par le logiciel. Ils ne sont ni en capitales, ni en gras.
- Le texte ne doit pas être écrit en capitales (les noms de famille non plus), ni en gras, ni en italique, ni en « petit »…
- Le gras n'est utilisé que pour surligner le titre de l'article dans l'introduction, une seule fois.
- L'italique est rarement utilisé : mots en langue étrangère, titres d'œuvres, noms de bateaux, etc.
- Les citations ne sont pas en italique mais en corps de texte normal. Elles sont entourées par des guillemets français : « et ».
- Les listes à puces sont à éviter, des paragraphes rédigés étant largement préférés. Les tableaux sont à réserver à la présentation de données structurées (résultats, etc.).
- Les appels de note de bas de page (petits chiffres en exposant, introduits par l'outil «  Source ») sont à placer entre la fin de phrase et le point final[comme ça].
- Les liens internes (vers d'autres articles de Wikipédia) sont à choisir avec parcimonie. Créez des liens vers des articles approfondissant le sujet. Les termes génériques sans rapport avec le sujet sont à éviter, ainsi que les répétitions de liens vers un même terme.
- Les liens externes sont à placer uniquement dans une section « Liens externes », à la fin de l'article. Ces liens sont à choisir avec parcimonie suivant les règles définies. Si un lien sert de source à l'article, son insertion dans le texte est à faire par les notes de bas de page.
- La présentation des références doit suivre les conventions bibliographiques. Il est recommandé d'utiliser les modèles {{Ouvrage}}, {{Chapitre}}, {{Article}}, {{Lien web}} et/ou {{Bibliographie}}. Le mode d'édition visuel peut mettre en forme automatiquement les références.
- Insérer une infobox (cadre d'informations à droite) n'est pas obligatoire pour parachever la mise en page.

Pour une aide détaillée, merci de consulter Aide:Wikification.
Si vous pensez que ces points ont été résolus, vous pouvez retirer ce bandeau et améliorer la mise en forme d'un autre article.
La discographie de Mika comprend six albums studio, quatre album live, trente-six singles.

## Albums studios
- 2007 : Life in Cartoon Motion
- 2009 : The Boy Who Knew Too Much
- 2012 : The Origin of Love
- 2015 : No Place in Heaven
- 2019 : My Name Is Michael Holbrook
- 2023 : Que ta tête fleurisse toujours

## Compilations & Live
- 2013 : Songbook Vol. 1 (Best of, novembre 2013, Italie)
- 2015 : Mika et l'Orchestre symphonique de Montréal[1]
- 2016 : Sinfonia Pop
- 2020 : Live from Brooklyn Steel[2]
- 2021 : À l'Opéra royal de Versailles[3]

## Singles
- 2006 : Grace Kelly
- 2007 : Relax, Take It Easy
- 2007 : Big Girl (You Are Beautiful)
- 2007 : Love Today
- 2008 : Happy Ending
- 2008 : Lollipop
- 2009 : We Are Golden
- 2009 : Rain
- 2010 : Blame It on the Girls
- 2010 : Kick Ass (We Are Young)  (bande originale du film Kick-Ass) (vs RedOne)
- 2011 : Elle me dit
- 2012 : Celebrate (featuring Pharrell Williams)
- 2012 : Underwater
- 2012 : Origin Of Love
- 2012 : Popular Song (featuring Ariana Grande)
- 2013 : Stardust (featuring Chiara)
- 2013 : Live Your Life
- 2014 : Boum Boum Boum
- 2015 : Talk About You
- 2015 : Last Party
- 2015 : Good Guys
- 2015 : Staring at the Sun
- 2015 : Beautiful Disaster (featuring Fedez)
- 2015 : Staring At The Sun (French Version)
- 2015 : Je chante
- 2016 : Hurts (Remix)
- 2016 : Stardust (featuring Karen Mok)
- 2017 : It's My House
- 2019 : Sound Of An Orchestra
- 2019 : Ice Cream
- 2019 : Tiny Love
- 2019 : Sanremo
- 2019 : Domani
- 2020 : Bella d'estate (it) (avec Michele Bravi)
- 2020 : Le Cœur holiday (avec Soprano)
- 2020 : Me, Myself (featuring Danna Paola)
- 2021 : It Must Have Been Love (featuring Danna Paola)
- 2022 : Yo Yo
- 2022 : Bolero (featuring Baby K)
- 2023 : Keep It Simple (avec Vianney)
- 2023 : C'est la Vie
- 2023 :  Apocalypse Calypso
- 2023 :  Jane Birkin

## Bandes originales
- 2023 : Zodi et Téhu, frères du désert

## DVD
- 12 novembre 2007 : Live in Cartoon Motion : concert à l'Olympia de Paris du 30 juin 2007.
- 10 novembre 2008 : Live Parc des Princes Paris : concert au Parc des Princes du 4 juillet 2008.
- 28 novembre 2015 : Sinfonia pop : concert symphonique à Côme (Italie) : concert symphonique à Côme en Italie du 24 octobre 2015.
- 9 décembre 2016 : Mika Love Paris : concert en hommage à Paris et à la France à la suite des attentats du 13 novembre 2015, à l'AccorHotels Arena du 27 mai 2016 (diffusé sur France 2 le 11 novembre 2016 dans le cadre des commémorations des attentats).

## Participations
- 2010 : Everybody Hurts sur l'album collectif Helping Haiti
- 2011 : Vive le vent, sur l'album Noël ! Noël !! Noël !!! de Michel Legrand
- 2015 : Beautiful Disaster, sur l'album Pop-Hoolista Cosodipinto Edition de Fedez
- 2015 : Center of Gravity, sur l'album Anthology de Franco Battiato
- 2016 : Wonderful Christmastime, duo avec Kylie Minogue sur la réédition de son album Kylie Christmas : Snow Queen Edition
- 2017 : Salma Ya Salama, sur l'album hommage Dalida by Ibrahim Maalouf
- 2018 : C'est quoi ce bonheur sur l'album collectif Fruit Défendu
- 2019 : Youth and Love, duo avec Jack Savoretti sur son album Singing to Strangers.
- 2019 : Danser entre hommes, sur l'album Portraits de Doriand en trio avec Philippe Katerine et Doriand
- 2020 : Au diable le paradis, duo avec Doriand sur son album Portraits.
- 2020 : Six heures d'avion nous séparent, duo avec Pierre Lapointe sur son album Chansons hivernales
- 2021 : Me, Myself, duo en anglais et espagnol avec Danna Paola sur son album K.O
- 2022 : Bolero, duo avec Baby K sur la réédition de son album Donna sulla Luna.
- Par sa facilité à monter dans les aigus, Mika est souvent comparé à Freddie Mercury, le chanteur de Queen. D'ailleurs, durant son passage à Taratata, Nagui, le présentateur de l'émission, lui demande de chanter un morceau du quatuor anglais. Il étonne alors en reprenant une de leurs premières chansons : Killer Queen.
- Il chante Hey Betty, You Are Beautiful, le générique d'Ugly Betty, sur l'air de Big Girl (You Are Beautiful) pour la bande-annonce de la saison 2.
- La voix que l'on entend à la fin des chansons Any Other World et Relax est celle d'une amie libanaise de la famille, qui a vécu la guerre au Liban. Elle raconte qu'elle a perdu son mari et aussi un œil.
- La chanson Rain a servi de coming-next à l'émission de Canal+ Le Grand Journal
- La chanson Grace Kelly a servi pour le générique du film américain Jackpot avec Cameron Diaz et Ashton Kutcher.
- Le 26 avril 2010 Mika a présenté Studio Europe 1 avec Wendy Bouchard, rebaptisé pour l'occasion Studio Mika
- La chanson Gave It All Away du groupe Boyzone a été écrite par Mika. Elle aurait été écrite en l'honneur de Stephen Gately.
- La chanson Any Other World figure dans la série The Good Wife, saison 2, épisode 23.
- La chanson Happy Ending est utilisée pour la publicité Pantene avec Nolwenn Leroy.
- Il participe le dimanche 30 juin 2013 au festival Garorock aux côtés de nombreux artistes tels que Iggy Pop et Asaf Avidan.
- La chanson Underwater est utilisée pour la publicité des montres Swatch pour la collection Scuba Libre.
- La chanson Happy Ending est utilisée comme musique de fin dans Gossip Girl, saison 1, épisode 6.
- La chanson I See You est utilisée comme musique de fin dans Gossip Girl, saison 3, épisode 8.
- La chanson Any Other World est utiliséé pour la publicité du parfum Si de Giorgio Armani.

--